# مسرح مرايا
مسرح مرايا أو مسرح المرايا هو مبنى مسرحي يقع في مدينة العلا السعودية ويتسع لنحو 500 شخص. يحتوي المبنى بالإضافة إلى المسرح على صالة عرض للفنون العالمية، ومناطق لاستقبال الضيوف والفنانين، وغرف لتجهيز الفرق الفنية قبل الصعود للمسرح، ومنطقة خاصة بكبار الشخصيات.
تم افتتاح المسرح في 21 ديسمبر 2018 بحفلة غنائية للفنان السعودي محمد عبده. واحتضن المسرح حفلات للفنانة اللبنانية ماجدة الرومي والموسيقي المصري عمر خيرت وعازف البيانو الفرنسي رينو كابوسون والمغني الأوبرالي الإيطالي أندريا بوتشيلي. وثّقت غينيس للأرقام القياسية مسرح مرايا ضمن قائمتها للأرقام القياسية كأكبر مبنى مغطى بالمرايا في العالم.

## تصميم المسرح
يتخد مبنى المسرح شكلا مكعبا وتغطي المرايا جدرانه الخارجية بشكل كامل، لكي لايؤثر وجود المبنى على الطبيعة والآثار التاريخية المحيطة به. وهو من تصميم المهندس المعماري ماسيمو فوغلياتي والمصمم الإيطالي فلوريان بوجي.
تبلغ مساحة واجهة المسرح الخارجية 9740 مترًا مربعًا من المرايا وهو رقم تجاوز الحد الأدنى البالغ 6500 متر مربع.

## مناسبات استضيفت في المسرح

### مهرجان شتاء طنطورة
في ديسمبر 2018 استضاف مسرح مرايا المهرجان الثقافي الغنائي (شتاء طنطورة)، ولمدة سبعة أسابيع قدم المهرجان فعاليات فنية وتراثية. عكست الفنون تراث مدينة العلا أحد مواطن الآثار شمال السعودية. وأقيمت على مسرح مرايا أكثر من 8 حفلات غنائية شملت الموسيقى الكلاسيكية والأوبرالية، إلى جانب الأغنية السعودية والعربية الطربية.

### قمة مجلس التعاون لدول الخليج العربية (2021)
في 5 يناير 2021، استُضيفت قمة مجلس التعاون لدول الخليج العربية (2021) في المسرح برئاسة الملك سلمان بن عبد العزيز آل سعود، والتي نتج عنها التوقيع على بيان العلا.

## فنانون على مسرح مرايا
غنى على مسرح مرايا في الفترة مابين 20 ديسمبر 2018 حتى 23 فبراير 2019، مجموعة من الفنانين والفنانات من عدة دول ضمن مهرجان شتاء طنطورة. كان أولهم الفنان السعودي محمد عبده، والفنانة اللبنانية ماجدة الرومي، والعازف الفرنسي رينو كابوسون، إضافة للموسيقي المصري عمر خيرت، والفنان العراقي كاظم الساهر ومواطنه إلهام المدفعي، والفنانين السعوديين ماجد المهندس وراشد الماجد، عازف البيانو الصيني لانج لانج، ومغني الأوبرا الإيطالي أندريا بوتشيلي، والموسيقي اليوناني ياني.